# 紀三井寺町
紀三井寺町（きみいでらちょう）は、和歌山県海草郡にあった町。旧名草郡。

## 歴史
- 1889年（明治22年）4月1日 - 町村制施行に伴い名草郡三葛村、紀三井寺村、内原村、布引村、毛見浦が合併して、紀三井寺村が成立。
- 1896年（明治29年）4月1日 - 郡の統合により名草郡が海部郡と合併して海草郡となる[1]。
- 1935年（昭和10年）2月11日 - 紀三井寺村が町制施行して紀三井寺町となる。
- 1940年（昭和15年）4月1日 - 市町村合併により野崎村、三田村とともに和歌山市へ編入される。